# Loděnka hlubinná
Loděnka hlubinná (Nautilus pompilius), také známá jako perleťová loděnka, je druh mořského hlavonožce z čeledi loděnkovitých (Nautilidae), jeden ze čtyř dodnes žijících druhů rodu Nautilus. Žije v hloubkách přibližně od 300 do 500 m zejména v jižním Pacifiku (nalezeny byly u pobřeží Austrálie, Japonska a Mikronésie).
Nejstarší fosilie tohoto druhu jsou známy z raně pleistocenních sedimentů uložených u pobřeží Luzonu na Filipínách.
Patří mezi tzv. živoucí fosilie, protože podobní tvorové žili už před 500 miliony let, kdy ovšem dosahovaly jejich schránky až 2,5 m v průměru, zatímco dnešní loděnky hlubinné dosahují průměru ulit okolo 20–25 cm. Zrakový orgán je primitivní (bez čočky), proto se při lovu spoléhají především na čich. Jejich potravou jsou jak živé ryby a jiní drobní tvorové, tak i těla odumřelých živočichů na mořském dně. Samy bývají kořistí žraloků, ryb a chobotnic.
Schránka loděnky může mít až 36 komůrek, které jsou uspořádány ve tvaru logaritmické spirály. Živočichem je obývána jen první komůrka, ostatní jsou propojeny sifonem a slouží k pohybu loděnky ve vertikálním směru (změnou hustoty a objemu vody v komůrkách). K horizontálnímu pohybu loděnka využívá tryskový pohon (vypuzování vody vlivem kontrakce svalů). Schránka je schopna odolat tlaku odpovídajícímu hloubce 800 m, ve větších hloubkách již hrozí imploze.

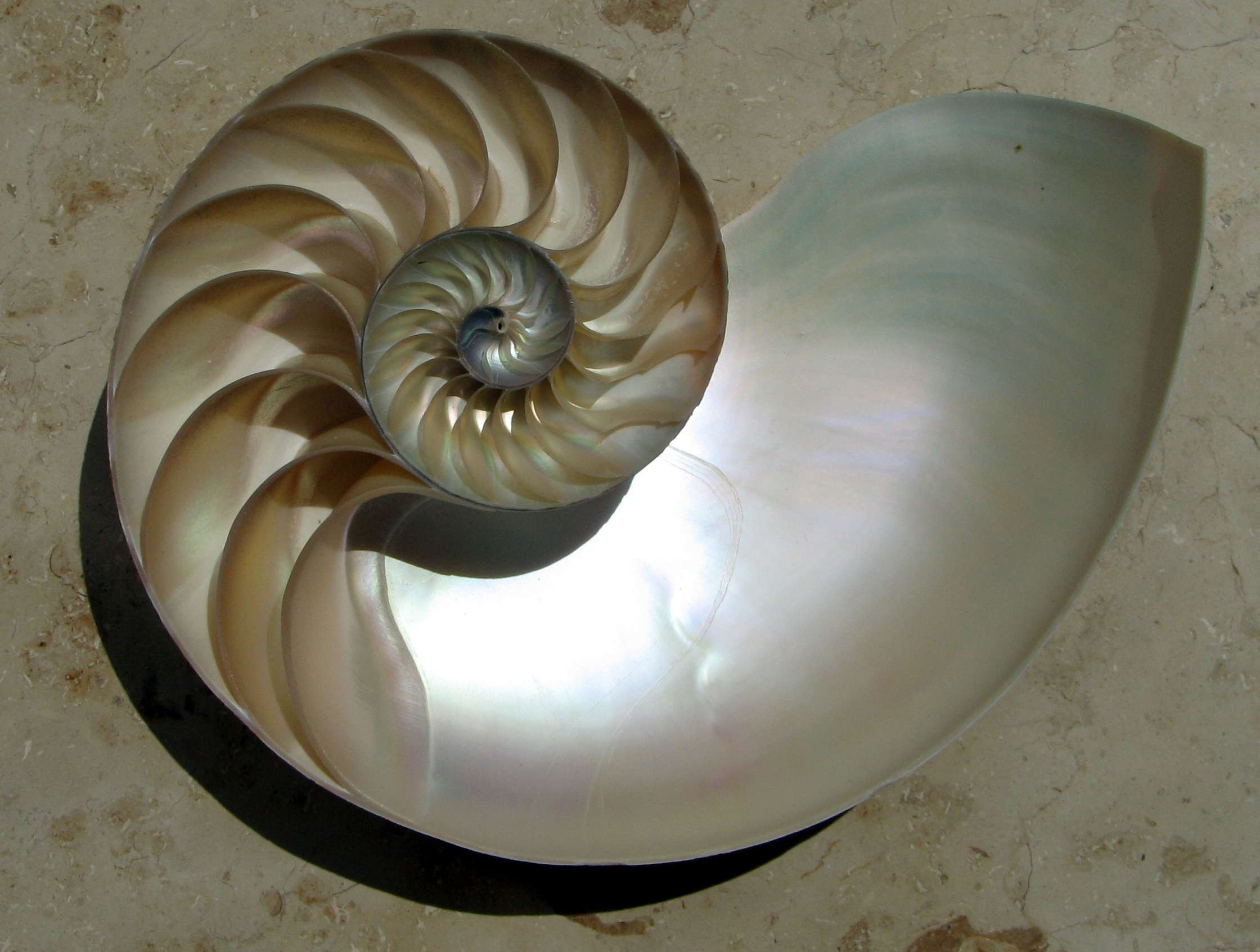
Vnitřní stavba schránky loděnky

Podobně jako jiné druhy loděnek (ale na rozdíl od většiny hlavonožců) se loděnky hlubinné dožívají poměrně vysokého věku (15–20 let); dospělosti dosáhnou až kolem desátého roku života.
Všechny druhy loděnek jsou ohroženy kvůli nadměrnému rybolovu pro jejich lasturu, která se primárně používá pro šperky a jiné ozdobné artefakty. V roce 2016 byly přesunuty do přílohy II Washingtonské úmluvy, která omezuje mezinárodní obchod, a později byly loděnky v USA uznány jako ohrožený druh podle zákona o ohrožených druzích.